# Schemat składniowy
Schemat składniowy – schemat, który składa się z wyrazu konotującego i otwartych miejsc w obrębie tekstu dla konkretnych kategorii wyrazów konotowanych.
W języku polskim są trzy typy czasowników: nieprzechodnie (stoi), przechodnie (lubi) i przechodnie konotujących dopełnienie dalsze (podaje). Wszystkie te czasowniki są ośrodkami trzech różnych schematów składniowych:
{\displaystyle \mid kto\mid \leftarrow stoi}
{\displaystyle \mid kto\mid \leftarrow lubi\to \mid kogo,co\mid }
{\displaystyle \mid kto\mid \leftarrow podaje{\overrightarrow {\to \mid kogo,co\mid \mid ko}}mu\mid }
Schemat składniowy może określać formę wchodzących w jego skład wyrazów lub ich szyk. Jeśli schemat składniowy określa szyk, to wyraz konotujący określa kolejność występowania wyrazów wchodzących do schematu składniowego.
W języku francuskim miejsce dla podmiotu otwiera się przed czasownikiem przechodnim, a dla dopełnienia bliższego po czasowniku przechodnim. Oznacza to, że jedyną różnicą między tymi dwoma członami zdania jest różnica szyku.
W dwóch zdaniach francuskich Michel bat Jean Michał bije Jana i Jean bat Michel Jan bije Michała ten sam wyraz Michel w pozycji przed czasownikiem bat bije jest podmiotem, a w pozycji po czasowniku dopełnieniem bliższym; w ten sam sposób forma Jean zależnie od położenia w zdaniu, jest w jednym przypadku dopełnieniem, a w drugim podmiotem.
W języku polskim, jak i w wielu innych schematy składniowe określają formę wyrazów przy ich szyku swobodnym. Wśród tych schematów możemy rozróżnić dwa rodzaje, określane jako składnia zgody i rządu.